# Capital infrastructurel
Le capital infrastructurel est l'ensemble des infrastructures nécessaires directement ou indirectement à l'économie dans une région donnée.
Le capital infrastructurel peut être composé :
- de ce qui est nécessaire directement ou indirectement à la production (usines, barrages, centrales électriques, raffineries, …, mais aussi immeubles de bureaux, hôtels, centres commerciaux, boutique, ateliers et halles, salles de spectacles, stades, …),

- de voies de chemin de fer, de canaux, de routes, de pipe-lines, permettant la circulation des biens,

- de moyens d'information et de communication permettant de faire passer les informations (réseaux, antennes, satellites, …)

- et des infrastructures d'intérêt général de la région donnée, considérés pour leur contribution à l'économie (adduction d'eau, stations d'épuration et réseaux d'égouts, déchetteries, usines de recyclage, hôpitaux, écoles et instituts de formation, …).

La tendance est de considérer à ce sujet en priorité les infrastructures "lourdes", c'est-à-dire d'une part, coûteuses à construire et à entretenir, et d'autre part, relativement éloignées du consommateur final dans la chaîne de production.